# Temporada 2012 del fútbol ecuatoriano
La Temporada 2012 del fútbol ecuatoriano abarca todas las actividades relativas a campeonatos de fútbol profesional, nacionales e internacionales, disputados por clubes ecuatorianos, y por las selecciones nacionales de este país, en sus diversas categorías, durante 2012.
| Categoría         | Campeonato               | Campeón                                             | Título       |
| ----------------- | ------------------------ | --------------------------------------------------- | ------------ |
| Serie A           | Campeonato Nacional 2012 | Barcelona Sporting Club                             | 14.to Título |
| Serie B           | Anual 2012               | Club Deportivo de la Universidad Católica (Ecuador) | 3.er Título  |
| Segunda Categoría | Segunda Categoría 2012   | Club Sociedad Deportiva Aucas                       | 2.do Título  |

## Torneos locales (Campeonatos regulares)

### Serie A

#### Primera Etapa
Clasificación
|     | Equipo                | PTS | PJ | PG | PE | PP | GF | GC | DG  |
| --- | --------------------- | --- | -- | -- | -- | -- | -- | -- | --- |
| 1º  | Barcelona             | 38  | 22 | 10 | 8  | 4  | 33 | 15 | +18 |
| 2º  | Liga de Loja          | 38  | 22 | 10 | 8  | 4  | 25 | 18 | +7  |
| 3º  | Emelec                | 37  | 22 | 11 | 4  | 7  | 39 | 23 | +16 |
| 4º  | Independiente         | 37  | 22 | 10 | 7  | 5  | 29 | 20 | +9  |
| 5º  | Deportivo Cuenca      | 36  | 22 | 11 | 3  | 8  | 24 | 26 | -2  |
| 6º  | Liga de Quito         | 34  | 22 | 8  | 10 | 4  | 32 | 22 | +10 |
| 7º  | Deportivo Quito       | 31  | 22 | 8  | 7  | 7  | 34 | 23 | +11 |
| 8º  | El Nacional           | 29  | 22 | 8  | 5  | 9  | 24 | 34 | -10 |
| 9º  | Manta FC              | 27  | 22 | 7  | 6  | 9  | 22 | 23 | -1  |
| 10º | Macará                | 21  | 22 | 5  | 6  | 11 | 19 | 33 | -14 |
| 11º | Técnico Universitario | 18  | 22 | 4  | 6  | 12 | 18 | 32 | -14 |
| 12º | Olmedo                | 14  | 22 | 4  | 2  | 16 | 14 | 44 | -30 |

Pts = Puntos; PJ = Partidos Jugados; G = Partidos Ganados; E = Partidos Empatados; P = Partidos Perdidos; GF = Goles Anotados; GC = Goles Recibidos; Dif = Diferencia de gol
|  | Clasificados a la final del torneo, a la Copa Sudamericana 2012, la Copa Libertadores 2013 y a la Copa Sudamericana 2013 como Ecuador 1. |
|  | Clasificados a la Copa Sudamericana 2012 Clasificado a los Play-Offs y a la Copa Sudamericana 2012 como Ecuador 2 y Ecuador 4.           |
|  | Parcialmente eliminados. |

#### Segunda Etapa
Clasificación
|     | Equipo                | PTS | PJ | PG | PE | PP | GF | GC | DG  |
| --- | --------------------- | --- | -- | -- | -- | -- | -- | -- | --- |
| 1.  | Barcelona             | 45  | 22 | 13 | 6  | 3  | 42 | 19 | +23 |
| 2.  | Emelec                | 37  | 22 | 11 | 4  | 7  | 28 | 26 | +2  |
| 3.  | Liga de Quito         | 35  | 22 | 9  | 8  | 5  | 26 | 20 | +6  |
| 4.  | Independiente         | 31  | 22 | 9  | 4  | 9  | 22 | 25 | -3  |
| 5.  | Técnico Universitario | 31  | 22 | 8  | 7  | 7  | 27 | 34 | -7  |
| 6.  | Manta F.C.            | 30  | 22 | 8  | 6  | 8  | 27 | 22 | +5  |
| 7.  | Macará                | 29  | 22 | 9  | 2  | 11 | 27 | 29 | -2  |
| 8.  | Liga de Loja          | 27  | 22 | 7  | 6  | 9  | 28 | 29 | -1  |
| 9.  | Deportivo Cuenca      | 27  | 22 | 7  | 6  | 9  | 20 | 23 | -3  |
| 10. | Deportivo Quito       | 25  | 22 | 6  | 7  | 9  | 14 | 25 | -11 |
| 11. | El Nacional           | 23  | 22 | 5  | 8  | 9  | 24 | 28 | -4  |
| 12. | Olmedo                | 21  | 22 | 5  | 6  | 11 | 22 | 27 | -5  |

 Pts=Puntos; PJ=Partidos jugados; G=Partidos ganados; E=Partidos empatados; P=Partidos perdidos; GF=Goles a favor; GC=Goles en contra; Dif=Diferencia de gol
|  | Clasificará a la final del torneo, a la Copa Libertadores 2013 y a la Copa Sudamericana 2013. |
|  | Parcialmente eliminados                                                                       |

#### Tabla Acumulada
|  |     | Equipo                | PTS | PJ | PG | PE | PP | GF | GC | DG  |
|  | --- | --------------------- | --- | -- | -- | -- | -- | -- | -- | --- |
|  | 1.  | Barcelona             | 83  | 44 | 23 | 14 | 7  | 75 | 34 | +41 |
|  | 2.  | Emelec                | 74  | 44 | 22 | 8  | 14 | 67 | 49 | +18 |
|  | 3.  | Liga de Quito         | 69  | 44 | 17 | 18 | 9  | 58 | 42 | +16 |
|  | 4.  | Independiente         | 68  | 44 | 19 | 11 | 14 | 51 | 45 | +6  |
|  | 5.  | Liga de Loja          | 65  | 44 | 17 | 14 | 13 | 53 | 47 | +6  |
|  | 6.  | Deportivo Cuenca      | 63  | 44 | 19 | 9  | 17 | 44 | 49 | -5  |
|  | 7.  | Manta F.C.            | 57  | 44 | 15 | 12 | 16 | 49 | 45 | +4  |
|  | 8.  | Deportivo Quito       | 56  | 44 | 14 | 14 | 16 | 48 | 48 | 0   |
|  | 9.  | El Nacional           | 52  | 44 | 13 | 13 | 18 | 48 | 62 | -14 |
|  | 10. | Macará                | 50  | 44 | 14 | 8  | 22 | 46 | 62 | -16 |
|  | 11. | Técnico Universitario | 49  | 44 | 12 | 13 | 19 | 45 | 66 | -21 |
|  | 12. | Olmedo                | 35  | 44 | 9  | 8  | 26 | 36 | 71 | -35 |

 PJ = Partidos jugados; PG = Partidos ganados; PE = Partidos empatados; PP = Partidos perdidos; GF = Goles anotados; GC = Goles recibidos; Dif = Diferencia de gol; Pts = Puntos
|  | Clasificados a Copa Libertadores 2013 y Copa Sudamericana 2013. Campeón como «Ecuador 1» y subcampeón como «Ecuador 2». |
|  | Clasificado a Copa Libertadores 2013 como «Ecuador 3».                                                                  |
|  | Clasificado a Copa Sudamericana 2013 como «Ecuador 3».                                                                  |
|  | Clasificado a Copa Sudamericana 2013 como «Ecuador 4».                                                                  |
|  | Descendido a la Serie B 2013.                                                                                           |

### Serie B

#### Primera Etapa
Clasificación 
|     | Equipo               | PTS | PJ | PG | PE | PP | GF | GC | DG  |
| --- | -------------------- | --- | -- | -- | -- | -- | -- | -- | --- |
| 1.  | Universidad Católica | 39  | 22 | 11 | 6  | 5  | 41 | 21 | 20  |
| 2.  | Deportivo Azogues    | 37  | 22 | 10 | 7  | 5  | 26 | 17 | 9   |
| 3.  | Ferroviarios         | 35  | 22 | 10 | 5  | 7  | 29 | 27 | 2   |
| 4.  | Deportivo Quevedo    | 31  | 22 | 6  | 13 | 3  | 24 | 22 | 2   |
| 5.  | Espoli               | 30  | 22 | 8  | 6  | 8  | 35 | 25 | 10  |
| 6.  | River Plate Ecuador  | 30  | 22 | 7  | 9  | 6  | 22 | 20 | 2   |
| 7.  | Rocafuerte FC        | 29  | 22 | 8  | 5  | 9  | 23 | 22 | 1   |
| 8.  | U.T. de Cotopaxi     | 29  | 22 | 8  | 5  | 9  | 21 | 30 | -9  |
| 9.  | Grecia               | 26  | 22 | 6  | 8  | 8  | 24 | 36 | -12 |
| 10. | Imbabura SC          | 24  | 22 | 6  | 6  | 10 | 26 | 33 | -7  |
| 11. | Mushuc Runa          | 23  | 22 | 6  | 5  | 11 | 19 | 33 | -14 |
| 12. | Valle del Chota      | 22  | 22 | 5  | 7  | 10 | 28 | 32 | -4  |

 Pts=Puntos; PJ=Partidos jugados; G=Partidos ganados; E=Partidos empatados; P=Partidos perdidos; GF=Goles a favor; GC=Goles en contra; Dif=Diferencia de gol
|  | Clasificado a la liguilla final. |
|  | Clasificación al Grupo 1         |
|  | Clasificación al Grupo 2         |

#### Segunda Etapa

##### Grupo 1
Clasificación 
|    | Equipo               | PTS | PJ | PG | PE | PP | GF | GC | DG  |
| -- | -------------------- | --- | -- | -- | -- | -- | -- | -- | --- |
| 1. | Deportivo Quevedo    | 20  | 10 | 6  | 2  | 2  | 14 | 7  | +7  |
| 2. | Grecia               | 18  | 10 | 5  | 3  | 2  | 14 | 4  | +10 |
| 3. | Universidad Católica | 17  | 10 | 5  | 2  | 3  | 14 | 12 | +2  |
| 4. | Espoli               | 15  | 10 | 4  | 3  | 3  | 14 | 10 | +4  |
| 5. | U.T. de Cotopaxi     | 11  | 10 | 2  | 5  | 3  | 10 | 14 | -4  |
| 6. | Valle del Chota      | 1   | 10 | 0  | 1  | 9  | 6  | 25 | -19 |

##### Grupo 2
Clasificación 
|    | Equipo              | PTS | PJ | PG | PE | PP | GF | GC | DG |
| -- | ------------------- | --- | -- | -- | -- | -- | -- | -- | -- |
| 1. | River Plate Ecuador | 17  | 10 | 4  | 5  | 1  | 17 | 12 | +5 |
| 2. | Ferroviarios        | 16  | 10 | 5  | 1  | 4  | 11 | 8  | +3 |
| 3. | Imbabura S.C.       | 15  | 10 | 4  | 3  | 3  | 8  | 11 | -3 |
| 4. | Deportivo Azogues   | 13  | 10 | 3  | 4  | 3  | 11 | 11 | 0  |
| 5. | Rocafuerte F.C.     | 10  | 10 | 2  | 4  | 4  | 11 | 10 | +1 |
| 6. | Mushuc Runa         | 9   | 10 | 2  | 3  | 5  | 12 | 18 | -6 |

#### Hexagonales Finales

##### Hexagonal de Ascenso
Clasificación 
|    | Equipo               | PTS | PJ | PG | PE | PP | GF | GC | DG |
| -- | -------------------- | --- | -- | -- | -- | -- | -- | -- | -- |
| 1. | Universidad Católica | 20  | 10 | 6  | 2  | 2  | 18 | 12 | +6 |
| 2. | Deportivo Quevedo    | 18  | 10 | 5  | 3  | 2  | 13 | 10 | +3 |
| 3. | River Plate Ecuador  | 15  | 10 | 4  | 3  | 3  | 13 | 12 | +1 |
| 4. | Espoli               | 13  | 10 | 4  | 2  | 5  | 12 | 13 | -1 |
| 5. | Ferroviarios         | 10  | 10 | 3  | 1  | 6  | 11 | 14 | -3 |
| 6. | Deportivo Azogues    | 8   | 10 | 2  | 2  | 6  | 13 | 19 | -6 |

|  | Ascendidos a la Serie A 2013 |

##### Hexagonal de Descenso
Clasificación 
|    | Equipo           | PTS | PJ | PG | PE | PP | GF | GC | DG  |
| -- | ---------------- | --- | -- | -- | -- | -- | -- | -- | --- |
| 1. | Grecia           | 16  | 10 | 4  | 4  | 2  | 11 | 6  | +5  |
| 2. | Imbabura S.C.    | 16  | 10 | 4  | 4  | 2  | 12 | 10 | +2  |
| 3. | Mushuc Runa      | 15  | 10 | 4  | 3  | 3  | 15 | 12 | +3  |
| 4. | U.T. de Cotopaxi | 14  | 10 | 3  | 5  | 2  | 12 | 10 | +2  |
| 5. | Rocafuerte F.C.  | 14  | 10 | 4  | 2  | 4  | 10 | 9  | +1  |
| 6. | Valle del Chota  | 6   | 10 | 2  | 0  | 8  | 4  | 17 | -13 |

|  | Descendidos al Campeonato Ecuatoriano de Fútbol Segunda Categoría 2013. |

### Segunda Categoría

#### Zona 1
Grupo A
|    | Equipo           | PTS | PJ | PG | PE | PP | GF | GC | DG  |
| -- | ---------------- | --- | -- | -- | -- | -- | -- | -- | --- |
| 1º | Aucas            | 26  | 10 | 8  | 2  | 0  | 21 | 2  | +19 |
| 2º | Pilahuin Tío     | 20  | 10 | 6  | 2  | 2  | 30 | 10 | +20 |
| 3° | Alianza          | 12  | 9  | 3  | 3  | 3  | 12 | 11 | +1  |
| 4° | León Carr        | 12  | 9  | 3  | 3  | 3  | 15 | 23 | -8  |
| 5° | Sporting Bolívar | 7   | 10 | 2  | 1  | 7  | 7  | 18 | -11 |
| 6° | L.D.E. La Maná   | 4   | 10 | 1  | 1  | 8  | 12 | 33 | -21 |

Grupo B
|    | Equipo          | PTS | PJ | PG | PE | PP | GF | GC | DG  |
| -- | --------------- | --- | -- | -- | -- | -- | -- | -- | --- |
| 1° | Juventud Minera | 20  | 10 | 6  | 2  | 2  | 23 | 10 | +13 |
| 2° | Cuniburo F.C.   | 18  | 10 | 4  | 6  | 0  | 16 | 4  | +12 |
| 3° | Pelileo S.C.    | 12  | 9  | 2  | 6  | 1  | 13 | 9  | +4  |
| 4° | 2 de Marzo      | 12  | 10 | 2  | 6  | 2  | 9  | 9  | 0   |
| 5° | Dep. Cotopaxi   | 6   | 10 | 1  | 3  | 6  | 11 | 26 | -15 |
| 6° | Penipe S.C.     | 6   | 9  | 1  | 3  | 5  | 12 | 28 | -16 |

- El Club Pelileo S.C. debido a la agresión a los árbitros luego del partido Pelileo - Juventud Minera se decidió la exclusión del campeonato 2012-2013.
- En el partido de la fecha 10 entre Dep. Cotopaxi - Cuniburo F.C. el cuadro local (Dep. Cotopaxi) no se presentó y Cuniburo F.C. ganó el partido 2 - 0.

|  | Clasificado a los Hexagonales Finales                        |
|  | Clasificando a los hexagonales finales (4 mejores segundos). |

#### Zona 2
Grupo A
|    | Equipo     | PTS | PJ | PG | PE | PP | GF | GC | DG |
| -- | ---------- | --- | -- | -- | -- | -- | -- | -- | -- |
| 1° | Dep. Coca  | 6   | 4  | 3  | 0  | 1  | 10 | 5  | +5 |
| 2° | Che Faraón | 6   | 4  | 2  | 0  | 2  | 4  | 4  | 0  |
| 3° | Dep. Puyo  | 3   | 4  | 1  | 0  | 3  | 4  | 9  | -5 |

Grupo B
|    | Equipo         | PTS | PJ | PG | PE | PP | GF | GC | DG  |
| -- | -------------- | --- | -- | -- | -- | -- | -- | -- | --- |
| 1° | Anaconda F.C.  | 12  | 4  | 4  | 0  | 0  | 14 | 3  | +11 |
| 2° | Cumandá        | 3   | 3  | 1  | 0  | 2  | 4  | 4  | 0   |
| 3° | Unión Manabita | 0   | 3  | 0  | 0  | 3  | 2  | 13 | -11 |

|  | Clasificado a los Hexagonales Finales                        |
|  | Clasificando a los hexagonales finales (4 mejores segundos). |

#### Zona 3
Grupo A
|    | Equipo                 | PTS | PJ | PG | PE | PP | GF | GC | DG  |
| -- | ---------------------- | --- | -- | -- | -- | -- | -- | -- | --- |
| 1° | Estudiantes            | 19  | 8  | 6  | 1  | 1  | 14 | 5  | +9  |
| 2° | Orense S.C.            | 16  | 8  | 5  | 2  | 1  | 25 | 3  | +22 |
| 3° | Academia Alfaro Moreno | 16  | 8  | 5  | 1  | 2  | 20 | 2  | +18 |
| 4° | Academia M-S S.C.      | 3   | 7  | 1  | 0  | 6  | 4  | 23 | -19 |
| 5° | Club Equipo de Cristo  | 0   | 7  | 0  | 0  | 7  | 3  | 33 | -30 |

- Academia M-S S.C. no canceló sus deudas con la FEF y no se presentó a jugar con Estudiantes en Cuenca; por tanto ganó el equipo local 2 - 0

Grupo B
|    | Equipo                 | PTS | PJ | PG | PE | PP | GF | GC | DG  |
| -- | ---------------------- | --- | -- | -- | -- | -- | -- | -- | --- |
| 1° | Municipal Cañar        | 19  | 7  | 6  | 1  | 0  | 13 | 6  | +7  |
| 2° | Estudiantes del Guayas | 10  | 8  | 3  | 1  | 4  | 9  | 8  | +1  |
| 3° | C.S.D. Bolívar         | 9   | 7  | 4  | 0  | 3  | 10 | 9  | +1  |
| 4° | Gualaceo S.C.          | 8   | 7  | 2  | 2  | 3  | 9  | 8  | +1  |
| 5° | L.D.E. 1.º de Mayo     | 3   | 7  | 1  | 0  | 6  | 5  | 15 | -10 |

- C.S.D. Bolívar fue sancionado con la pérdida de (3) puntos por haber alineado a dos jugadores suspendidos en la fecha 1 contra Municipal Cañar

|  | Clasificado a los Hexagonales Finales.                       |
|  | Clasificando a los hexagonales finales (4 mejores segundos). |

#### Zona 4
Grupo A
|    | Equipo              | PTS | PJ | PG | PE | PP | GF | GC | DG  |
| -- | ------------------- | --- | -- | -- | -- | -- | -- | -- | --- |
| 1° | Águilas             | 19  | 8  | 5  | 1  | 1  | 19 | 6  | +13 |
| 2° | Liga de Portoviejo  | 14  | 8  | 4  | 2  | 2  | 11 | 5  | +6  |
| 3° | Santa Rita          | 14  | 8  | 4  | 2  | 1  | 11 | 8  | +3  |
| 4° | Rocafuerte S.C.     | 7   | 7  | 2  | 1  | 4  | 9  | 10 | -1  |
| 5° | Carlos Borbor Reyes | 0   | 7  | 0  | 0  | 6  | 3  | 24 | -21 |

Grupo B
|    | Equipo                | PTS | PJ | PG | PE | PP | GF | GC | DG  |
| -- | --------------------- | --- | -- | -- | -- | -- | -- | -- | --- |
| 1° | Delfín S.C.           | 20  | 8  | 6  | 2  | 0  | 21 | 6  | +15 |
| 2° | Venecia               | 19  | 8  | 6  | 1  | 1  | 13 | 6  | +7  |
| 3° | 3 de Julio            | 13  | 8  | 4  | 1  | 3  | 10 | 9  | +1  |
| 4° | Alianza del Pailon    | 1   | 7  | 0  | 1  | 6  | 8  | 18 | -10 |
| 5° | Independiente Salinas | 1   | 7  | 0  | 1  | 6  | 5  | 18 | -13 |

|  | Clasificado a los Hexagonales Finales.                       |
|  | Clasificando a los hexagonales finales (4 mejores segundos). |

#### Hexagonales Finales
Grupo A
|    | Equipo            | PTS | PJ | PG | PE | PP | GF | GC | DG  |
| -- | ----------------- | --- | -- | -- | -- | -- | -- | -- | --- |
| 1º | Aucas             | 26  | 10 | 8  | 2  | 0  | 23 | 6  | +17 |
| 2º | Pilahuin Tío S.C. | 24  | 10 | 7  | 3  | 0  | 26 | 8  | +18 |
| 3º | Águilas           | 11  | 9  | 3  | 2  | 4  | 9  | 18 | -9  |
| 4º | Cuniburo F.C.     | 10  | 9  | 3  | 1  | 5  | 8  | 13 | -5  |
| 5º | Estudiantes       | 5   | 9  | 1  | 2  | 6  | 7  | 16 | -9  |
| 6º | Anaconda F.C.     | 2   | 9  | 0  | 2  | 7  | 4  | 17 | -13 |

Grupo B
|    | Equipo          | PTS | PJ | PG | PE | PP | GF | GC | DG  |
| -- | --------------- | --- | -- | -- | -- | -- | -- | -- | --- |
| 1º | Municipal Cañar | 21  | 9  | 7  | 0  | 2  | 12 | 5  | +7  |
| 2º | Delfín S.C.     | 16  | 9  | 5  | 1  | 3  | 15 | 8  | +7  |
| 3º | Juventud Minera | 14  | 8  | 4  | 2  | 2  | 16 | 8  | +8  |
| 4º | Orense S.C.     | 8   | 8  | 2  | 2  | 4  | 4  | 8  | -4  |
| 5º | Venecia         | 8   | 9  | 2  | 2  | 5  | 3  | 11 | -8  |
| 6º | Deportivo Coca  | 6   | 9  | 1  | 3  | 5  | 6  | 16 | -10 |

|  | Ascendidos a la Serie B 2013 y disputan la final. |

#### Final disputada
La disputaron el ganador del grupo B, el club Municipal Cañar y el ganador del grupo A,  Aucas
| Fecha                  | Lugar |                 |  | Resultado |  |                 |
| ---------------------- | ----- | --------------- |  | --------- |  | --------------- |
| 1 de diciembre de 2012 | Cañar | Municipal Cañar |  | 0 – 0     |  | Aucas           |
| 8 de diciembre de 2012 | Quito | Aucas           |  | 3 – 0     |  | Municipal Cañar |

## Ascensos y descensos
| Categorías                | Equipos descendidos             | Equipos ascendidos                     |
| ------------------------- | ------------------------------- | -------------------------------------- |
| Serie A Serie B           | Técnico Universitario Olmedo    | Universidad Católica Deportivo Quevedo |
| Serie B Segunda Categoría | Rocafuerte F.C. Valle del Chota | Aucas Municipal Cañar                  |

## Torneos internacionales
Véase además Anexo:Clubes ecuatorianos en torneos internacionales

### Copa Libertadores
|  |    | Equipo          | Fase final       | PTS | PJ | PG | PE | PP | GF | GC | DG |
|  | -- | --------------- | ---------------- | --- | -- | -- | -- | -- | -- | -- | -- |
|  | 1° | Deportivo Quito | Octavos de final | 13  | 8  | 4  | 1  | 3  | 15 | 11 | +4 |
|  | 2° | C.S. Emelec     | Octavos de final | 10  | 8  | 3  | 1  | 4  | 7  | 11 | -4 |
|  | 3° | El Nacional     | Primera fase     | 3   | 2  | 1  | 0  | 1  | 2  | 4  | -2 |

### Copa Sudamericana
|  |    | Equipo          | Fase final       | PTS | PJ | PG | PE | PP | GF | GC | DG |
|  | -- | --------------- | ---------------- | --- | -- | -- | -- | -- | -- | -- | -- |
|  | 1° | Deportivo Quito | Octavos de final | 15  | 6  | 5  | 0  | 1  | 11 | 8  | +3 |
|  | 2° | Liga de Loja    | Octavos de final | 11  | 6  | 3  | 2  | 1  | 9  | 5  | +4 |
|  | 3° | C.S. Emelec     | Octavos de final | 9   | 6  | 2  | 3  | 1  | 5  | 4  | +1 |
|  | 4° | Barcelona S.C.  | Octavos de final | 8   | 6  | 2  | 2  | 2  | 10 | 7  | +3 |